# はるか、ノスタルジィ
『はるか、ノスタルジィ』は、山中恒が映画のために書き下ろした同名小説を原作とする日本映画。東映系で公開。山中恒の故郷である北海道・小樽を舞台に、人気小説家の男が、高校時代の自分とともに過去の記憶をたどっていく様を描く。

## あらすじ
小樽を舞台とした少女小説で人気の小説家・綾瀬慎介（勝野洋）は、少年時代の痛ましい記憶を胸の奥深く閉じこめていた。しかし小説の挿絵を描いていた紀宮（ベンガル）の突然の死をきっかけとして、再び故郷である小樽を訪ねる。そこで綾瀬は記憶の中の少女・遙子（石田ひかり）にそっくりなはるか（石田ひかり）という名の少女と出会い、はるかと出会うことで綾瀬の封印したはずの記憶が蘇る。そんな時、綾瀬の前に佐藤弘（松田洋治）という少年が現れる。佐藤弘とは綾瀬の本名であった。

## スタッフ
- 脚本・監督：大林宣彦
- 原作：山中恒 〜映画のための書き下し 同名小説-講談社・刊より
- 撮影：阪本善尚
- 冬景色撮影：長野重一
- 照明：中村裕樹
- 音楽：久石譲
- 美術：薩谷和夫
- 映画ポスターの原画：野口久光

## キャスト
綾瀬慎介（ペンネーム）
演 - 勝野洋
高校生の頃に小樽で過ごした経験があるが現在は東京在住で、数十年ぶりに小樽の街に訪れて数日間滞在する。作家をしており、「小樽恋シリーズ」という少女小説を書いている。紀宮と岡崎とは学生時代からの親友で仕事仲間。落ち着いた性格で淡々とした喋りが特徴。忘れるという行動について「人間が持つ最も優れた才能」と位置づけている。
はるか／三好遥子（みよしようこ）（二役）
演 - 石田ひかり
慎介の「小樽恋シリーズ」の大ファンで、それらの作品に書かれているいくつかの文章を暗記している。慎介の新作「恋は満ち潮」のヒロイン“せとうちまなみ”が自身とそっくりだと思っている。冒頭で偶然慎介と出会い、記憶がおぼろげな彼に小樽の観光地を道案内することになる。作中で着ている白いジャンパーは、登から贈られた物。学生らしいが春休み中で自由気ままに過ごしている。ショパンの音楽が好きで、きれいだけど悲しい所を気に入っている。
佐藤弘（慎介の青年時代）
演 - 松田洋治
バンカラ姿の学生。過去のある夜中央に樹木がある公園で出会った遥子と親しくなり、それ以来毎晩夜8時に公園で会って話をする仲となる。現代、小樽の街を巡る慎介とはるかの前に現れ始め、遥子にそっくりなはるかに詩を贈るが、慎介には反発心を持って挑発的な態度で接する。
太田登
演 - 尾美としのり
「太田クリーニング」で働く青年。以前はるかの家庭教師だったため親しくしており、彼女から“お兄さん”と呼ばれている。普段は堅物でいつもテンションが低く素っ気ない物言いをしているが、はるかといる時は彼女のペースに飲まれている。読書好きで、はるかの影響でショパンの曲をよく聴くようになった。大学ではドイツ哲学史を専攻していたため、作中では時々ドイツ語を使っている。
佐藤統策
演 - 川谷拓三
慎介の父。自称小説家で本を出版したことはないが、過去に新人向けの公募に作品を送って佳作を受賞したことがある。高等小学校しか出ておらず学歴コンプレックスを感じている。慎介には小説を書くことを豪語しているが、結局書けないまま酒浸りの生活を送る。
紀宮あきら（きのみや）
演 - ベンガル
故人。ある日出かけに自宅の玄関先で転んで頭を打ち翌朝急死する。生前イラストレーターをしており、慎介の仕事の相棒として小樽恋シリーズの挿絵を担当。
紀宮の妻
演 - 根岸季衣
紀宮の通夜に訪れた慎介に夫が亡くなった当時の話を詳しく聞かせる。通夜の席なのに楽しげにふざける親族の子どもたちを叱る。
編集長・岡崎
演 - 岸部一徳
部下が倒れていた紀宮を発見した時の様子を慎介に話す。慎介の新作『恋は満ち潮』のタイトルの発案者。慎介と紀宮のコンビニついて慎介の作品の人気の半分は、紀宮の挿絵によるもの」と評している。
信乃（しの）
演 - 永島暎子
はるかの母。物腰の柔らかい娘思いな性格。はるかに自身のアルバムを見せながら若い頃の思い出話を聞かせる。本人によるとはるかは父親似だが、娘が生まれる前に夫を亡くしている。
佐藤統策の妻
演 - 増田恵子
事実上無職の統策の代わりに娼婦として生活費を稼いでいる。酒に酔った統策と日常的にケンカをしている。
カメラマン
演 - 峰岸徹
ロケ現場で冬の設定で人工雪を降らせて写真撮影を行っていた所、偶然慎介とはるかがカメラの前を通るがそのまま撮影を続行する。
娼家の女（赤座美代子）、娼家街の元締（大前均）
酔っ払った統策が店に入ろうとしたため、2人して手荒い言動で追い出す。
家庭教師
演 - 佐野史郎
今で言う学習塾のような所で働く。ある時塾で一対一で遥子と親しげに勉強を教える。
公園の女学生
演 - 柴山智加
ある時弘と公園で会うが、さとうひろしという名前を平凡と言ってしまい彼を不機嫌にさせる。
鮮魚屋の主人
演 - 奥村公延
登のクリーニング屋の隣にある魚屋で働く。
たばこ屋のおばあさん
演 - 原ひさ子
裏通りの一角で店を営業しており、ある時たばこを買いに来た弘にゴールデンバットを売る。
紀宮の親戚
演 - 田根楽子
参列者から渡された紀宮の香典の作業をしながら、天候が悪くなってきたことを気にする。
雪むしの客
演 - 仁科ふき
他の客と共に店で談笑する。

### 友情出演
エンドロールより。
バーの客
演 - 多岐川裕美、石田ゆり子
慎介と紀宮の2人と親しい関係で一緒にお酒を飲む。ただし、多岐川が演じた客は、小樽恋シリーズについて「また中年ロリコンおじさんと少女との、アイスクリームみたいな恋物語書いてるの？」と揶揄している。
バーのマスター
演 - 安田伸
綾瀬紀宮コンビについて小樽恋シリーズが若者に人気があることをバーの客たちと話す。
紀宮の友人
演 - 岩松了
女学生
演 - 小林かおり
喫茶店マスター
演 - 中島洋、増山誠
喫茶店の客
演 - 樋口尚文
ウェイトレス
演 - 中島ひろみ、樋口喜久枝、増山かほる
喫茶店に来たはるかたち客の注文を聞いたり、コーヒーなどを運ぶ。
マダム
演 - 入江若葉
統策が常連客で通う居酒屋“雪むし”のママ。統策を探しに来た弘に彼が来ていないことを告げる。
雪むしの客
演 - 内藤陳、石上三登志、内藤忠司
皆で楽しく雑談を交わす。

## 製作
大林は山中恒の原作をもとにして大林の故郷である尾道を舞台に『転校生』『さびしんぼう』を撮ったが、『さびしんぼう』のロケの際、尾道のふいの雪に遭遇した朝、山中から「尾道は小樽とそっくりだ！」「今度はぼくの古里・小樽で撮って下さいよ」と頼まれて山中の故郷である小樽を舞台にした本作が1989年企画された。山中は膀胱がんを患い、築地のがんセンター中央病院で手術し、定期健診に通っていた頃、大林監督から『会いたい』と連絡があり、築地の喫茶店で『ボクは尾道に古里孝行させてもらったから、今度は山中さんが古里孝行しませんか。原作を書いて下さい」と注文があり、大林夫妻とロケハンに行き、帰京後に『はるか、ノスタルジィ』を書いた」と話している。
また当時の小樽市長から「大林さんの尾道での映画は、多くのリピーターを生んでいる。今度の小樽での映画は、ぜひそういう映画を作ってくださるよう、お願いいたします」と頼まれた。この頃小樽は運河（小樽運河）の整備など積極的な観光開発を行い、多くの観光客を集めていたが、当時の小樽市長はそれが一時のブームに終わらないか危惧していた。大林は小樽市長が、自分と同じ「町守り」の考え方の持ち主であること確認し、小樽での映画撮影に積極的に取り組んだ。同じ山中恒を原作とするほかの大林作品はまず原作が先なのに対し、『はるか』は映画の企画の方が先だった。映画化にあたり、最初に訪れた小樽のロケハンにおいては内容すらまったく決まっていなかったという。大林の手による最初のシナリオが完成したのは翌1990年1月。1990年夏に撮影された『ふたり』の撮影中もシナリオは手元にあり、ずっとスポンサーを探していた。しかし、なかなか企画自体は進まず一時制作は中断するが、『ふたり』のスポンサーであったギャラックプレミアムが制作に名乗りを上げたことで再び復活し、1991年の初夏に撮影がスタート。映画が完成するまで4年かかった（全国公開まで含めると5年）。
撮影は前作『ふたり』に続いて当初は長野重一で予定されていたが、長野が体調不良のため降板となり阪本善尚に変わった。冬景色の撮影のみが長野により撮影されているのはそのためで、本編を撮影する前に撮影されていた映像がそのまま使われている。
ほぼ小樽およびその周辺でのロケ撮影である。原作者の山中恒が中学時代を過ごした祖父の家の跡でも撮影が行われた。公園や商店街は、砧の東宝スタジオ最大のスタジオにオープンセットが組まれて撮影された。東宝美術の協力もあり、八王子から大木をたくさん運び込み、東宝では20年ぶりともいわれた大掛かりなもので、東宝史上最後のオープンセットともいわれた。

## 公開
映画自体は大林の次作『青春デンデケデケデケ』よりも前に撮影を終了していたが、公開もなかなか決らなかった。このため『青春デンデケデケデケ』が先に公開された（『青春デンデケデケデケ』は1992年10月公開）。同作品のパンフレットによると1991年11月、翌1992年には公開を当初予定していたという。全国公開1年前の1992年2月のゆうばり国際ファンタスティック映画祭で招待作品としてはじめて一般公開されている。またロケ地である小樽でも1992年秋に先行ロードショーされた模様。

## 評価
映画評論家・前田有一は、大林宣彦を"昭和の脱がせ屋"と評し、「大林の功績の中でも(充分とはいえないが)石田ひかりの濡れ場を撮ったことは偉業といえる」と評価している。

## もうひとつの別ヴァージョン
この映画にはもうひとつのヴァージョンが製作されている。公開前の前年1992年10月25日にWOWOWでスペシャルディレクターズカット版として放送されたものがそれにあたり、WOWOWでの長時間にわたる日本映画の特集放送企画「26時間日本映画の日　にっぽんが観たい!!」の中でのトリを飾る目玉番組として放送。これは劇場公開が放送の時点では未定であったということもあり、先行プロモーション的意味合いも兼ねて放送されたものと思われる。
正式タイトルは「はるか、ノスタルジィ：スペシャル・ディレクターズ・カット・WOWOWヴァージョン」で、本編は118分。大林監督自らができあがっていた劇場版を再編集している。大筋は劇場版と同じだがまったく同じではなく、のちに公開される劇場版において、すべてが明らかとなるような締めくくり方で終わっている。このヴァージョンでカットされたシーンの一部は、ラストのエンドロールのバックで劇場公開版にはない綾瀬慎介（勝野洋）によるナレーションとともに紹介され、また劇中のセリフも含めた音声面でも独自の細かい編集が成されていた。本編放送前には大林監督、勝野洋、石田ひかりの3人による対談が放送された。再放送も検討されたようだが、1回だけの放送に終わり、DVDなどのソフト化も一切されていない。

## 本作で流れる曲
主題曲
- 『追憶のX・T・C-はるか、ノスタルジィ愛のテーマ-』

唄：石田ひかり、作詞：大林宣彦、作曲：久石譲
エンドロールで流れる。
挿入曲
- 『アリア・ソリチュード』

唄：郡愛子、作詞：大林宣彦、作曲：久石譲
弘が母のいる場所に向かうシーンで流れる。